# Liu Qi (Skispringerin)
Liu Qi (chinesisch 刘奇, Pinyin Liú Qí) (geb. 27. Februar 1996) ist eine chinesische Skispringerin.

## Werdegang
Liu Qi gab ihr internationales Debüt am 18. Februar 2012 bei einem Continental-Cup-Springen in Liberec, bei dem sie den 20. Platz belegte. Kurz darauf nahm sie an den Nordischen Junioren-Skiweltmeisterschaften 2012 in Erzurum teil, wo sie im Einzelspringen disqualifiziert wurde und im Mannschaftswettbewerb den 7. Rang erreichte.
Am 8. Dezember 2012 sprang sie im russischen Sotschi erstmals im Weltcup, konnte aber mit dem 44. Platz keine Punkte sammeln. Nachdem sie beim zweiten Springen disqualifiziert worden war, erreichte sie auch beim folgenden Springen in Ramsau keinen zweiten Durchgang. Erst zu den Nordischen Junioren-Skiweltmeisterschaften 2013 in Liberec war sie wieder zu sehen und konnte im Einzel den 25. Rang belegen. Anschließend nahm sie an den Weltcup-Springen in Ljubno teil und erreichte am 16. Februar Platz 15. Nach der Nordischen Skiweltmeisterschaft 2013 verzichtete sie auf einen Start beim Continental Cup in Oberwiesenthal und sorgte erst beim Weltcup-Springen in Trondheim mit Platz sieben für Aufmerksamkeit.

## Erfolge

### Weltcup-Platzierungen
| Saison  | Platz | Punkte |
| ------- | ----- | ------ |
| 2012/13 | 36.   | 052    |
| 2013/14 | 57.   | 008    |
| 2022/23 | 42.   | 042    |
| 2023/24 | 46.   | 019    |
| 2024/25 | 27.   | 118    |

### Grand-Prix-Platzierungen
| Saison | Platz | Punkte |
| ------ | ----- | ------ |
| 2023   | 13.   | 115    |

### Continental-Cup-Platzierungen
| Saison  | Platz | Punkte |
| ------- | ----- | ------ |
| 2011/12 | 61.   | 011    |
| 2015/16 | 46.   | 020    |